# Rama (jogo eletrônico)
Rama é um jogo eletrônico de aventura em primeira pessoa desenvolvido e publicado pela Sierra Entertainment em 1996. O jogo é baseado nos livros Encontro com Rama e O Enigma de Rama de Arthur C. Clarke. O jogo foi feito originalmente para MS-DOS e Windows 95. Posteriormente, em 1998, uma versão japonesa para o Playstation foi lançada.
1. ↑  «Folha de S.Paulo - 'Rama' mixa real e virtual - 13/11/1996». www1.folha.uol.com.br. Consultado em 17 de março de 2023